# Robert Bartlett
Pour les articles homonymes, voir Bartlett.
Le capitaine Robert Abram Bartlett (15 août 1875 – 28 avril 1946) fut un célèbre navigateur sur mer glacée et un explorateur de l'Arctique de la fin du XIXe siècle et du début du XXe siècle. 

## Biographie
Né à Brigus, Terre-Neuve, Bartlett était l'aîné des dix enfants de William James Bartlett et de Mary J. Leamon, et il avait hérité d'une tradition familiale de gens de mer. À l'âge de 17 ans, il commandait son premier navire et commençait avec l'Arctique une histoire d'amour qui devait durer toute sa vie. Il passa plus de cinquante ans à cartographier et à explorer les eaux du Grand Nord et conduisit plus de quarante expéditions dans l'Arctique, plus que personne avant ou après lui. Un auteur, Eric Walters, rapporte certains aspects de son voyage pour découvrir des îles de l'Arctique dans son roman où se mêlent la fiction et l'histoire Trapped in Ice. 
Capitaine du Roosevelt, il accompagna le commandant Robert Peary dans ses tentatives pour atteindre le pôle Nord. Il reçut la Médaille Hubbard de la National Geographic Society pour avoir tracé la route à travers l'Océan Arctique gelé jusqu'à 130 milles du pôle ; il avait été pourtant mis à l'écart de la partie finale de l'exploration, peut-être à cause d'une rivalité entre les deux hommes. Bartlett avait conduit son navire plus au nord que personne avant lui, étant la première personne à naviguer jusqu'à 88 ° de latitude nord. 
En 1914, après l'échec de l'expédition du Karluk, sa direction aida à sauver la vie de la plupart des participants échoués après que Vilhjalmur Stefansson qui conduisait l'expédition l'eut abandonnée. Après être resté échoué sur l'île Wrangel pendant plusieurs mois, le capitaine Bartlett fit une marche de 700 miles sur la Mer des Tchouktches glacée et à travers la Sibérie, puis organisa une expédition depuis l'Alaska pour sauver ses compagnons survivants sur l'île Wrangel. Pour son héroïsme exceptionnel, il reçut la plus haute distinction de la Royal Geographical Society. 
En 1917, il sauva les membres de l'expédition malheureuse de Crocker Land menée par Donald Baxter MacMillan, qui étaient restés bloqués sur la glace pendant quatre ans. 
De 1925-1945, au commandement de sa propre goélette, le Effie M. Morrissey, il conduisit en Arctique de nombreuses expéditions scientifiques parrainées par des musées américains, l'Explorers Club et la National Geographic Society et, pendant la Seconde Guerre mondiale, il aida également à la surveillance de l'Arctique pour le compte du Gouvernement des États-Unis. 
Il tourna dans en 1931 dans le film The Viking de Varick Frissell et George Melford
En 1927, les Boy-Scouts d'Amérique le nommèrent Scout honoraire, une nouvelle catégorie de scouts créée la même année. Cette distinction était accordée à « des citoyens américains dont les réalisations en plein air, les explorations et les aventures aux résultats utiles possèdent un caractère assez exceptionnel pour captiver l'imagination des jeunes garçons... ». Les autres dix-huit hommes à avoir reçu une telle distinction sont : Roy Chapman Andrews, Frederick Russell Burnham, Richard E. Byrd; George Kruck Cherrie, James L. Clark, Merian C. Cooper, Lincoln Ellsworth, Louis Agassiz Fuertes, George Bird Grinnell, Charles Lindbergh, Donald Baxter MacMillan, Clifford H. Pope, George Palmer Putnam, Kermit Roosevelt, Carl Rungius, Stewart Edward White, Orville Wright.
Il mourut dans un hôpital de New York, victime d'une pneumonie dont il ne put se remettre. Il est enterré à Brigus, Terre-Neuve. Hawthorne Cottage, à Brigus, où il habitait, est un site historique national. 
Le navire garde-côte canadien , NGCC Bartlett, a été nommé ainsi en son honneur.